# منم که گوشه میخانه خانقاه من است
غزلی با مطلع «منم که گوشهٔ میخانه خانقاه منست»، غزل شمارهٔ ۵۳ از دیوانِ حافظ در تصحیحِ محمد قزوینی و قاسم غنی است.

## وزن
== در اجراها ==برگ سبز ۱۴۶ اجرا در بیات ترک توسط محمودی خوانساری 
اجرای خصوصی مسند خورشید شجریان

## در دیگر آثار هنری
مجموعاً ۳۲ قطعهٔ خوشنویسی اثر عبدالرحیم خوارزمی متعلق به سدهٔ ۹ و ۱۰ ه‍.ق در مرقع‌های یعقوب‌بیک آق‌قویونلو به شماره‌های ۲۱۵۳ و ۲۱۶۰ و به‌سال ۸۸۳–۸۹۶ ه‍.ق/۱۴۷۸–۱۴۹۰ م موجود است. این مرقع در کتابخانهٔ توپکاپی‌سرای استانبول نگهداری می‌شود. دو قطعهٔ از این آثار در مرقع H2160 وجود دارد که شامل بیت‌هایی از غزل «خوشا دلی که مدام از پی نظر نرود / به هر درش که بخوانند بی‌خبر نرود» و بیت‌هایی از غزل «منم که گوشه میخانه خانقاه من است / دعای پیر مغان ورد صبحگاه من است» است.